# Apalone
Apalone es un género de tortugas de la familia Trionychidae que incluye cuatro especies conocidas como Tortugas americanas de caparazón blando. Como su nombre lo indica, estas tortugas poseen un caparazón blando revestido de una piel gruesa en vez de un caparazón óseo, además de una peculiar nariz similar a la de un cerdo. Este el único grupo de trioníquidos que se puede encontrar en el Continente americano.

## Especies
Actualmente se considera la existencia de tres especies y ocho subespecies:
- Apalone ferox (Schneider, 1783) - Tortuga de caparazón blando de Florida.
- Apalone mutica (LeSueur, 1827) - Tortuga lisa de caparazón blando.
  - Apalone mutica mutica (LeSueur, 1827) - Tortuga lisa de caparazón blando del interior.
  - Apalone mutica calvata (Webb, 1959) - Tortuga lisa de caparazón blando del golfo.
- Apalone spinifera (LeSueur, 1827) - Tortuga espinosa de caparazón blando.
  - Apalone spinifera aspera (Agassiz, 1957) - Tortuga espinosa de caparazón blando del golfo.
  - Apalone spinifera atra (Webb & Legler, 1960) - Tortuga de caparazón blando de Cuatro Ciénegas.[4]
  - Apalone spinifera spinifera (LeSueur, 1827) - Tortuga espinosa de caparazón blando norteña.
  - Apalone spinifera emoryi (Agassiz, 1857) - Tortuga espinosa de caparazón blando de Texas.
  - Apalone spinifera guadalupensis (Webb, 1962) - Tortuga espinosa de caparazón blando de Guadalupe.
  - Apalone spinifera pallida (Webb, 1862) - Tortuga pálida de caparazón blando.

Durante mucho tiempo la subespecie de A. s. atra se le consideraba una especie independiente (Apalone atra). Sin embargo, varios estudios realizados en 2008 identificaron a dicho taxón dentro de la especie Apalone spinifera, estando cercanamente emparentada con la subespecie A. s. emoryi. De igual manera se discute sobre si esta población representa una subespecie individual o solo es un morfotipo de A. s. emoryi con una coloración diferente, lo cual pudiese responder a cambios dentro del hábitat.